# GNOME Commander
GNOME Commander – dwupanelowy menedżer plików dla środowiska GNOME. Korzysta z biblioteki GTK+ i GnomeVFS. GNOME Commander stara się sprostać wymaganiom bardziej zaawansowanych użytkowników, którzy lubią zarządzać plikami i wykorzystywać skomplikowane funkcje i polecenia.

## Interfejs użytkownika
Interfejs użytkownika jest w głównej mierze oparty na programie Norton Commander. Przenoszenie plików może dokonywać się pomiędzy oknem aktywnego i nieaktywnego folderu. Do obsługi programu wystarczy tylko klawiatura, co sprawia, że proces operacji na plikach jest o wiele szybszy.

## Platformy
GNOME Commander opracowany został na różne platformy Linuxa. Dostępne są również do pobrania pakiety dla kilku dystrybucji Linuksa.